# 普拉代勒昂瓦勒
普拉代勒昂瓦勒（法語：Pradelles-en-Val，法語：[pʁadɛl ɑ̃ val] ⓘ，意为“谷地的普拉代勒”）是法国奥德省的一个旧市镇，位于该省中部偏北，属于卡尔卡松区。2019年，普拉代勒昂瓦勒与市镇蒙洛尔合并为新市镇瓦勒德达涅。

## 地理
普拉代勒昂瓦勒（43°8'44"N, 2°30'51"E）面积16.19 平方千米，位于法国奧克西塔尼大區奥德省，该省份为法国南部沿海省份，北起塔恩省，西北接上加龙省，西接阿列日省，南至东比利牛斯省，东临地中海，东北与埃罗省接壤。
与普拉代勒昂瓦勒接壤的市镇（或旧市镇、城区）包括：阿尔凯特昂瓦勒、巴尔拜拉、卡庞迪、法雅克昂瓦勒、蒙洛尔、蒙兹。

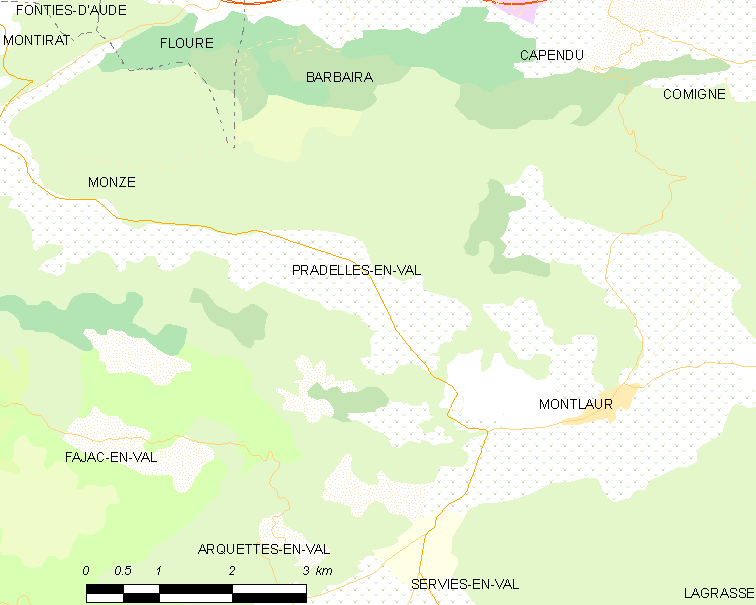
普拉代勒昂瓦勒的OSM定位图

普拉代勒昂瓦勒的时区为UTC+01:00、UTC+02:00（夏令时）。

## 行政
普拉代勒昂瓦勒的邮政编码为11220，INSEE市镇编码为11298。

## 政治
普拉代勒昂瓦勒所属的省级选区为亚拉里克山县。

## 人口

1962-2008年间普拉代勒昂瓦勒人口变化图示

普拉代勒昂瓦勒于2018年1月1日时的人口数量为178人。